# Brandhaar (dieren)

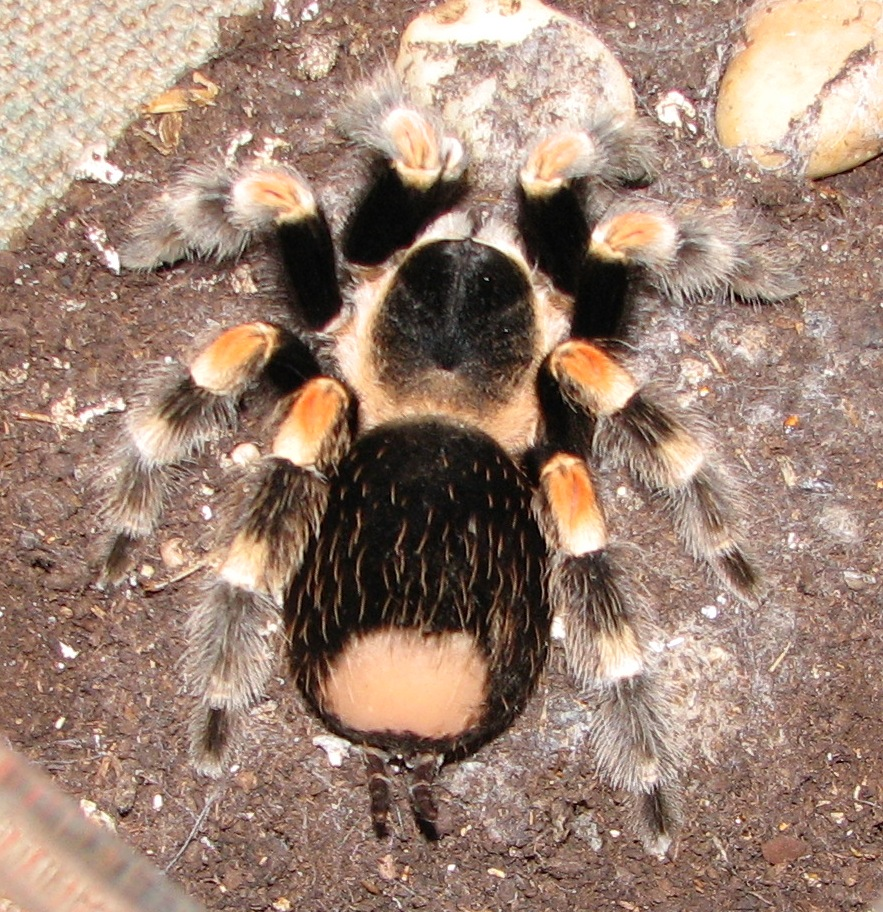
Kale plek op het achterlijf van een Mexicaanse roodknievogelspin na het werpen van brandharen

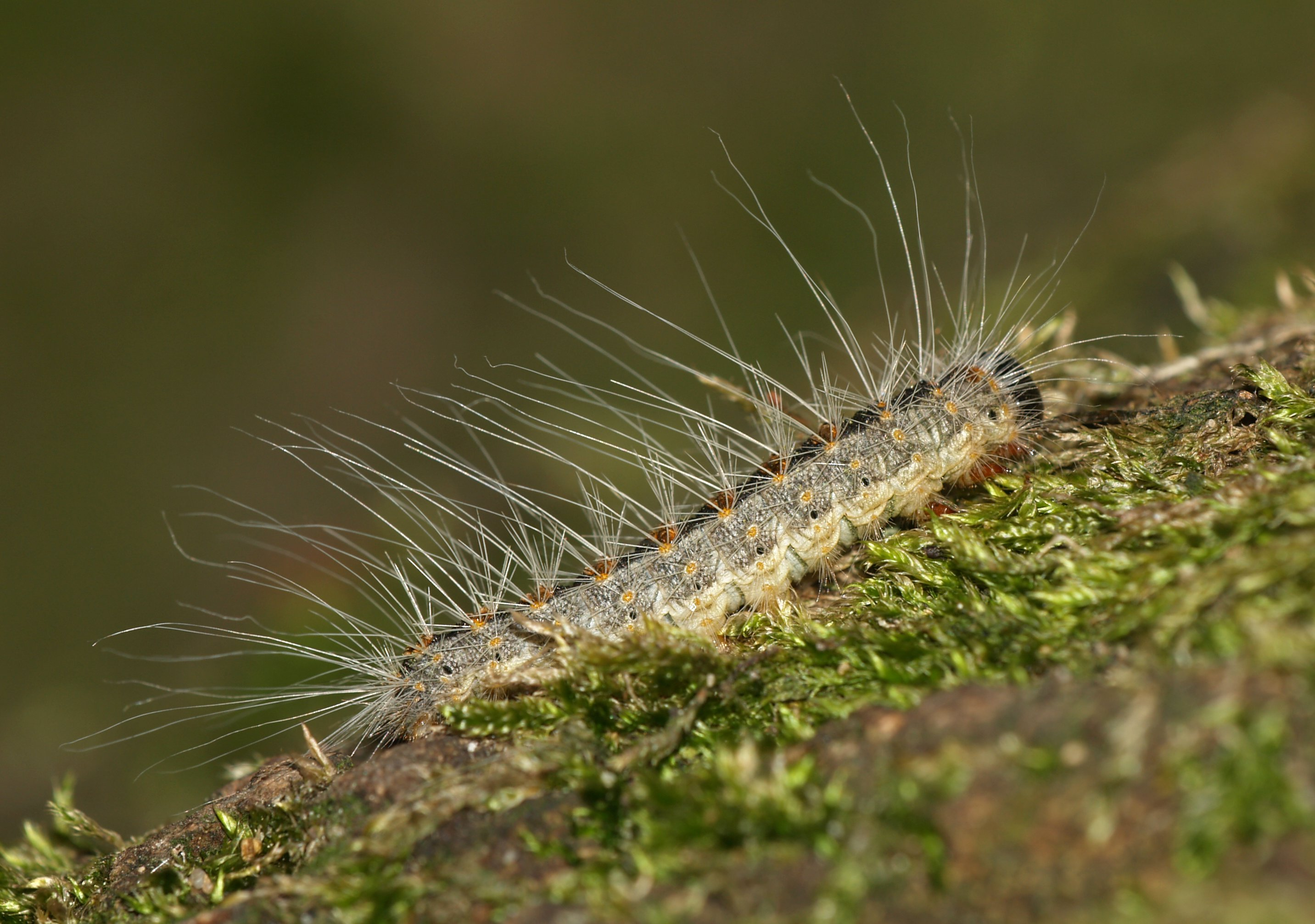
Eikenprocessierups

Brandharen zijn een verdedigingsmechanisme van verschillende dieren, bestaande uit broze, met gif gevulde haren die een pijnlijke sensatie geven.
Brandharen komen vooral voor bij geleedpotigen, zoals spinnen (in het bijzonder heel wat soorten vogelspinnen) die de haren soms gericht kunnen afwerpen.
Ook bepaalde rupsen, zoals de eikenprocessierups zijn berucht en worden bestreden om overlast van de brandharen te verminderen. De rups van de bastaardsatijnvlinder, die o.a. voorkomt in het kustgebied van Nederland en België kan in de duinen voor overlast zorgen. In Zuid-Amerika is de rups van Lonomia obliqua berucht.